# ジョシュア・キング
ジョシュア・キング（Joshua King, 1992年1月15日 - ）は、ノルウェー・オスロ出身のサッカー選手。同国代表。ポジションはフォワード。ストライカーとウイングをこなせる。

## 経歴

### プロデビューまで
キングは、ガンビア人の父とノルウェー人の母のもとにノルウェーの首都オスロで生を受け、オスロ近郊の町ロムソスで育った。6歳の時に地元のサッカークラブに加入し、14歳になった2006年にヴォレレンガ・フォトバルに加入した。ヴォレレンガには2シーズン在籍したが、2007年に催された「オーレ・グンナー・スールシャール・サマー・スクール」でマンチェスター・ユナイテッドFCにスカウトされるまで、出場機会は与えられなかった。

### マンチェスター・ユナイテッド
2008年1月、16歳になったキングはマンチェスター・ユナイテッドと契約を結んだ。ユナイテッドでのデビュー戦となったのは、2008年3月29日に行われたサンダーランドAFC戦であり、キングはU-18チームの一員として出場した。翌シーズンには、優勝したミルク・カップ2008にU-17チームのメンバーとして出場し、4試合で4ゴールを挙げた。その後は、怪我により2009年1月までチームを離脱することになるまで、2008-09シーズンのプレミア・アカデミー・リーグで2試合に出場した。
復帰してから2試合後のボルトン・ワンダラーズFC戦で2ゴールを挙げた。翌週には、出場機会は与えられなかったが、マンチェスター・シニア・カップのストックポート・カウンティFC戦のメンバーに選ばれ、3日後のプレミア・リザーブ・リーグのボルトン・ワンダラーズ戦にロバート・ブレイディと交代で出場し、リザーブチームの試合に初めて出場した。その後は怪我により数ヶ月間チームを離れたがシーズン終了前に復帰し、チームはマンチェスター・シティFCに次いで2位でシーズンを終えた。
2009-10シーズンが始まり、キングはランカシャー・シニア・カップの決勝にゾラン・トシッチと交代で出場し、チームも1-0でボルトン・ワンダラーズを降した。キングはリーザブチームの試合に開幕から3戦連続でスターティングメンバーとして出場し、それらの試合を通して見せた活躍が評価され、2009年9月23日に行われたトップチームの大会であるリーグカップのウルヴァーハンプトン・ワンダラーズFCのメンバーに選ばれた。41番のシャツを与えられ、その試合で決勝ゴールを決めたダニー・ウェルベックと81分に交代で出場した。キングには2度ゴールを決めるチャンスがあったが試合はそのまま1-0で終了し、ユナイテッドは4回戦進出を果たした。

#### プレストン・ノースエンド
2010年8月、プレストン・ノースエンドFCへレンタル移籍。

#### ボルシア・メンヒェングラートバッハ
2011年8月、ボルシア・メンヒェングラートバッハへレンタル移籍。

#### ハル・シティ
2012年1月、ハル・シティAFCへレンタル移籍。

#### ブラックバーン・ローヴァーズ
2012年11月、ブラックバーン・ローヴァーズFCへレンタル移籍。

### ブラックバーン・ローヴァーズ
2013年1月、ブラックバーン・ローヴァーズFCに完全移籍。

### ボーンマス
2015年5月28日、AFCボーンマスに完全移籍。2015-16年シーズンはチーム最多の6ゴールを記録した。2016-17年シーズンは、3月11日のウエスト・ハム戦でハットトリックを達成するなど 、大幅にゴール数を増やし、チーム最多の16ゴールを決め、プレミアリーグの得点ランキングでも8位タイであった。

### エヴァートン
2021年2月2日、エヴァートンFCにシーズン終了までの契約で完全移籍。

### ワトフォード
2021年7月9日、ワトフォードFCと2年契約を結んだ。2022年6月末、残り1年となっていたワトフォードとの契約を解除し退団した。

### フェネルバフチェ
2022年7月13日、フェネルバフチェSKと2年契約を結んだ。

### 代表
各年代のノルウェー代表に選出されている。フル代表デビューは2012年9月7日のW杯予選アイスランド戦。交代出場の8分後にゴールネットを揺らしたが得点は認められなかった。同年10月16日のW杯予選キプロス戦で代表初得点を挙げた。